# Nga Wai Hono i te po Paki
Ngā Wai Hono i te Pō Paki, née le 13 janvier 1997, est la reine maorie du Kīngitanga depuis le 5 septembre 2024.
Fille cadette du roi Tuheitia Pootatau Te Wherowhero VII, elle accède au trône quelques jours après le décès de son père, après avoir été élue.

## Biographie
Ngā Wai Hono i te Pō Paki est née le 13 janvier 1997. Elle a deux frères et est la fille cadette de la famille. Son père, Tuhietia Paki, devient roi des Maoris lorsqu'elle à 9 ans.
Dans le cadre de l'anniversaire des 10 ans de règne de Tuhietia Paki en 2016, Ngā Wai Hono i te Pō réalise son moko kauae (un tatouage féminin traditionnel sur le menton) en l'honneur de son père,.
Ngā Wai Hono i te Pō Paki est titulaire d'un master en études culturelles maories de l'Université de Waikato. Elle a notamment étudié le droit coutumier ainsi que la langue maorie.
En janvier 2024, elle est présente au côté de son père lors de l'assemblée des différentes tribus maories de Nouvelle-Zélande.
Après le décès de son père le 30 août 2024, Ngā Wai Hono i te Pō Paki est choisie comme reine. Elle est préférée à ses deux frères aînés, ce qui constitue pour les spécialistes un choix en rupture avec les pratiques courantes. Son intronisation se déroule le 5 septembre 2024 en parallèle de l'inhumation de son père,.